# Immelborn
Immelborn là một đô thị trong huyện Wartburg ở bang Thüringen, Đức. Đô thị này có diện tích 12,65 km².